# Kertelbach
Der Kertelbach ist ein linker, periodischer Zufluss der Kahl im Landkreis Aschaffenburg im bayerischen Spessart.

## Geographie

### Verlauf
Der Kertelbach entspringt in einer Schlucht unterhalb der Bildeiche am Hahnenkamm. Er fließt zwischen Heidkopf (325 m) und Heilberg (314 m) in nordwestliche Richtung. An trockenen Tagen versickert er nach etwa 500 m am Waldrand. Von dort bis zur Ortsgrenze von Michelbach ist er stark begradigt. Im Ort ist er komplett verrohrt. Er mündet gegenüber dem Goldbach in die Kahl.
Im Sommer führt der Kertelbach gar kein Wasser.

### Flusssystem Kahl
- Liste der Fließgewässer im Flusssystem Kahl

## Einzelnachweise

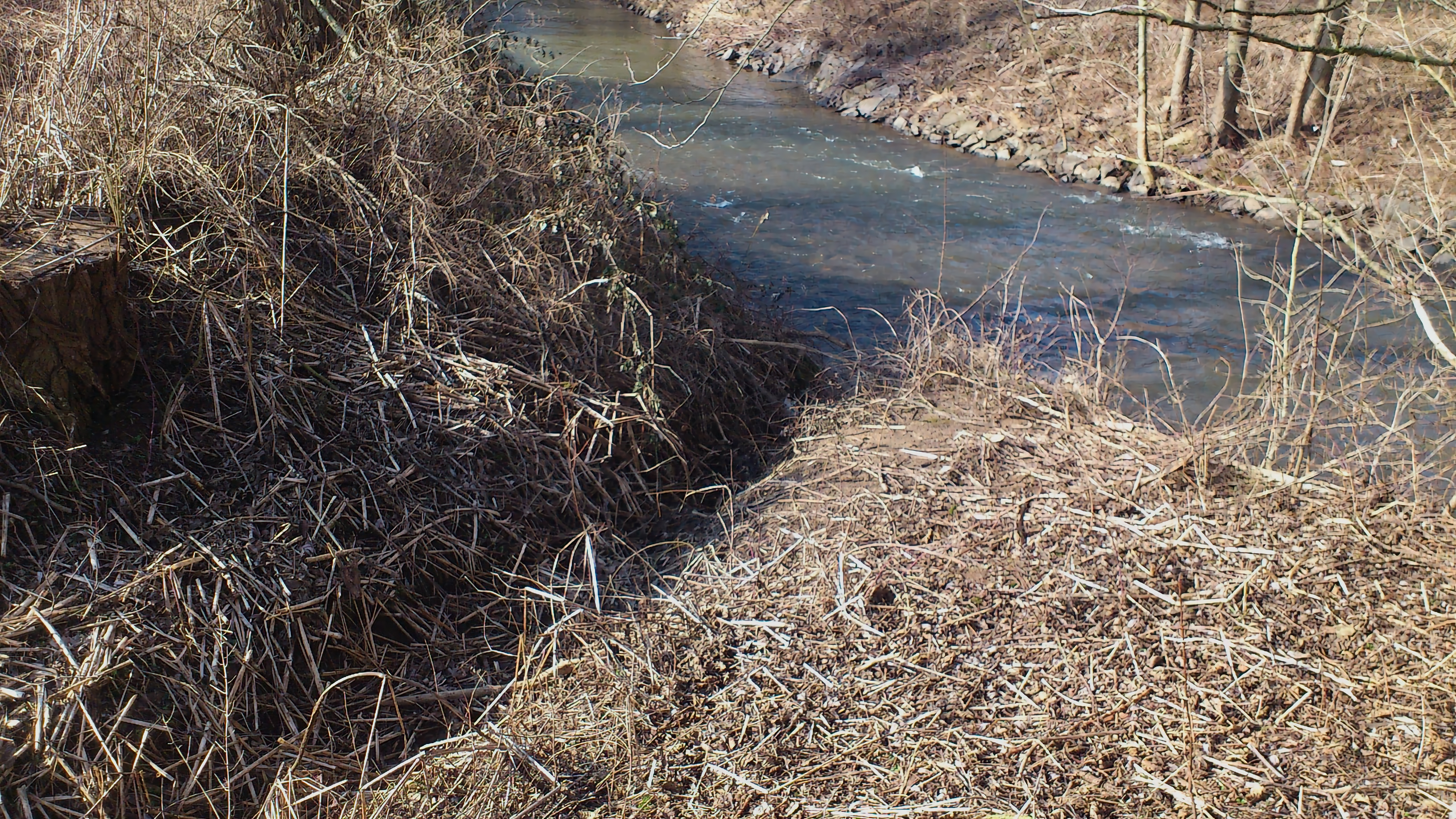
Der Kertelbach (vorne links, ausgetrocknet) mündet in die Kahl